# Kattehosahalli, Holenarsipur
Kattehosahalli là một làng thuộc tehsil Holenarsipur, huyện Hassan, bang Karnataka, Ấn Độ.